# Елм-Спрінгс (Арканзас)
Елм-Спрінгс (англ. Elm Springs) — місто (англ. city) в США, в округах Вашингтон і Бентон штату Арканзас. Населення — 2361 особа (2020).

## Географія
Елм-Спрінгс розташований на висоті 361 метр над рівнем моря за координатами 36°12′10″ пн. ш. 94°13′5″ зх. д. / 36.20278° пн. ш. 94.21806° зх. д. (36.202683, -94.218077). За даними Бюро перепису населення США в 2010 році місто мало площу 9,88 км², з яких 9,82 км² — суходіл та 0,06 км² — водойми. В 2017 році площа становила 14,97 км², з яких 14,87 км² — суходіл та 0,10 км² — водойми.

## Демографія
Згідно з переписом 2010 року, у місті мешкало 1535 осіб у 527 домогосподарствах у складі 439 родин. Густота населення становила 155 осіб/км². Було 577 помешкань (58/км²).
Расовий склад населення:
| - 87,4 % — білих - 2,9 % — азіатів - 1,2 % — чорних або афроамериканців - 0,8 % — корінних американців - 5,9 % — осіб інших рас |

До двох чи більше рас належало 1,7 %. Іспаномовні складали 8,5 % від усіх жителів.
За віковим діапазоном населення розподілялося таким чином: 26,7 % — особи молодші 18 років, 62,2 % — особи у віці 18—64 років, 11,1 % — особи у віці 65 років та старші. Медіана віку мешканця становила 39,7 року. На 100 осіб жіночої статі у місті припадало 103,3 чоловіків; на 100 жінок у віці від 18 років та старших — 101,6 чоловіків також старших 18 років.
Середній дохід на одне домашнє господарство становив 82 684 долари США (медіана — 67 700), а середній дохід на одну сім'ю — 90 100 доларів (медіана — 76 964). Медіана доходів становила 65 156 доларів для чоловіків та 32 679 доларів для жінок. За межею бідності перебувало 8,1 % осіб, у тому числі 9,0 % дітей у віці до 18 років та 14,4 % осіб у віці 65 років та старших.
Цивільне працевлаштоване населення становило 927 осіб. Основні галузі зайнятості: освіта, охорона здоров'я та соціальна допомога — 29,2 %, роздрібна торгівля — 12,6 %, виробництво — 11,8 %.
За даними перепису населення 2000 року в Елм-Спрінгсі проживало 1044 особи, 296 сімей, налічувалося 385 домашніх господарств і 410 житлових будинків. Середня густота населення становила близько 107 осіб на один квадратний кілометр. Расовий склад Елм-Спрінгса за даними перепису розподілився таким чином: 93,58 % білих, 0,38 % — чорних або афроамериканців, 0,96 % — корінних американців, 1,53 % — азіатів, 1,05 % — представників змішаних рас, 2,49 % — інших народів. Іспаномовні склали 4,31 % від усіх жителів міста.
З 385 домашніх господарств в 29,4 % — виховували дітей віком до 18 років, 69,1 % представляли собою подружні пари, які спільно проживали, в 4,7 % сімей жінки проживали без чоловіків, 23,1 % не мали сімей. 17,4 % від загального числа сімей на момент перепису жили самостійно, при цьому 8,1 % склали самотні літні люди у віці 65 років та старше. Середній розмір домашнього господарства склав 2,69 особи, а середній розмір родини — 3,02 особи.
Населення міста за віковим діапазоном за даними перепису 2000 року розподілилося таким чином: 22,6 % — жителі молодше 18 років, 9,9 % — між 18 і 24 роками, 28,8 % — від 25 до 44 років, 25,3 % — від 45 до 64 років і 13,4 % — у віці 65 років та старше. Середній вік мешканця склав 39 років. На кожні 100 жінок в Елм-Спрінгсі припадало 103,1 чоловіків, у віці від 18 років та старше — 99,0 чоловіків також старше 18 років.
Середній дохід на одне домашнє господарство в місті склав 40 703 долара США, а середній дохід на одну сім'ю — 45 536 доларів. При цьому чоловіки мали середній дохід в 30 550 доларів США на рік проти 20 000 доларів середньорічного доходу у жінок. Дохід на душу населення в місті склав 17 551 долар на рік. 8,6 % від усього числа сімей в окрузі і 12,5 % від усієї чисельності населення перебувало на момент перепису населення за межею бідності, при цьому 19,8 % з них були молодші 18 років і 5,0 % — у віці 65 років та старше.